# Maidla (Lüganuse)
Maidla (oude Duitse naam: Maidel of Maydell, na 1878 Wrangelstein) is een dorp (Estisch: küla) in de Estlandse gemeente Lüganuse, provincie Ida-Virumaa. Het dorp telt 105 inwoners (2021). Tot in 2013 was het de hoofdplaats van de gemeente Maidla (Maidla vald). In dat jaar ging die gemeente op in de gemeente Lüganuse.
De rivier Purtse stroomt door Maidla.

## Geschiedenis
Maidla werd in 1241 voor het eerst genoemd in het Grondboek van Waldemar onder de naam Maydalæ. In 1404 beleende de Duitse Orde een stuk grond bij Maidla aan Hinke Maydel, vermoedelijk een Est die zijn naam aan zijn dorp ontleende. Het stuk grond werd het landgoed Maydell, voor het eerst in 1465 in een akte genoemd, en Hinke Maydel werd de stamvader van de adellijke familie Maydell, tot 1499 de eigenaars van het landgoed.
In de eerste helft van de 16e eeuw was het dorp verdwenen en verviel de grond aan het landgoed. Later is er toch weer sprake van een dorp.
Tussen 1689 en 1890 was het landgoed in handen van de adellijke familie Wrangel. In de Grote Noordse Oorlog (1700-1721) werd het landhuis van het landgoed vernield. Georg Ludwig von Wrangell liet tussen 1764 en 1767 naar een ontwerp van de architect Johann Paul Dührschmidt een nieuw landhuis bouwen. Het bouwwerk, met twee woonlagen en een hellend dak, bestaat nog steeds en geldt als een van de hoogtepunten van de barokarchitectuur in Estland. Het is sinds 1925 als school in gebruik, maar kan ook worden gebruikt voor festiviteiten en biedt daarbij beperkte mogelijkheden tot overnachten. Om het landhuis heen ligt een Franse tuin.
In 1878 kreeg de familie Wrangel bij het bestuur van het gouvernement Estland voor elkaar dat het dorp Maydell werd omgedoopt in Wrangelstein. De Esten bleven het Maidla noemen, en dat werd de officiële naam van het dorp toen Estland in 1918 onafhankelijk was geworden. Het landgoed (dat overigens sinds 1890 niet meer in het bezit van de familie Wrangel was) werd in 1919 onteigend.

## Foto’s

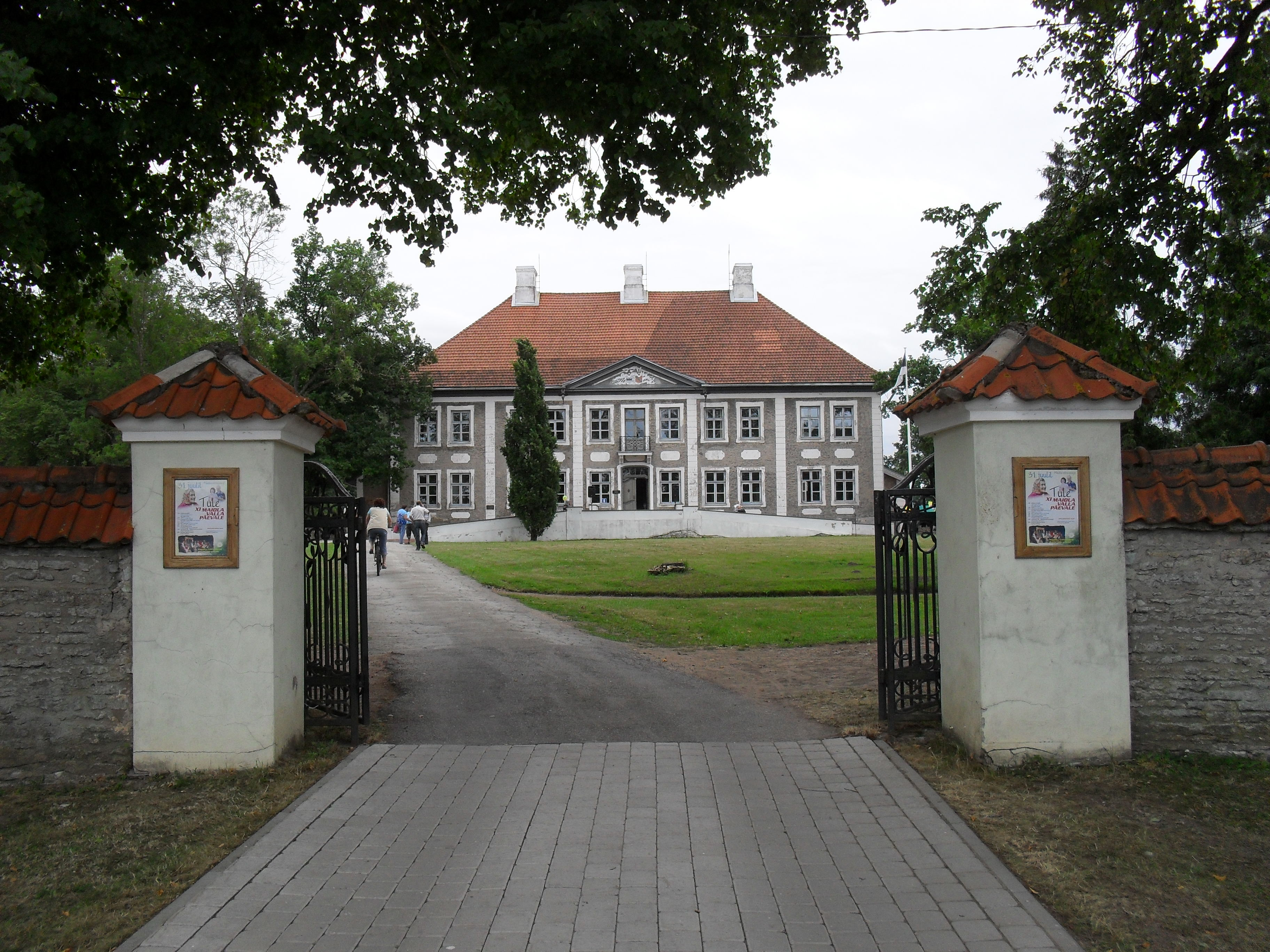
De toegang tot het landhuis Maidla
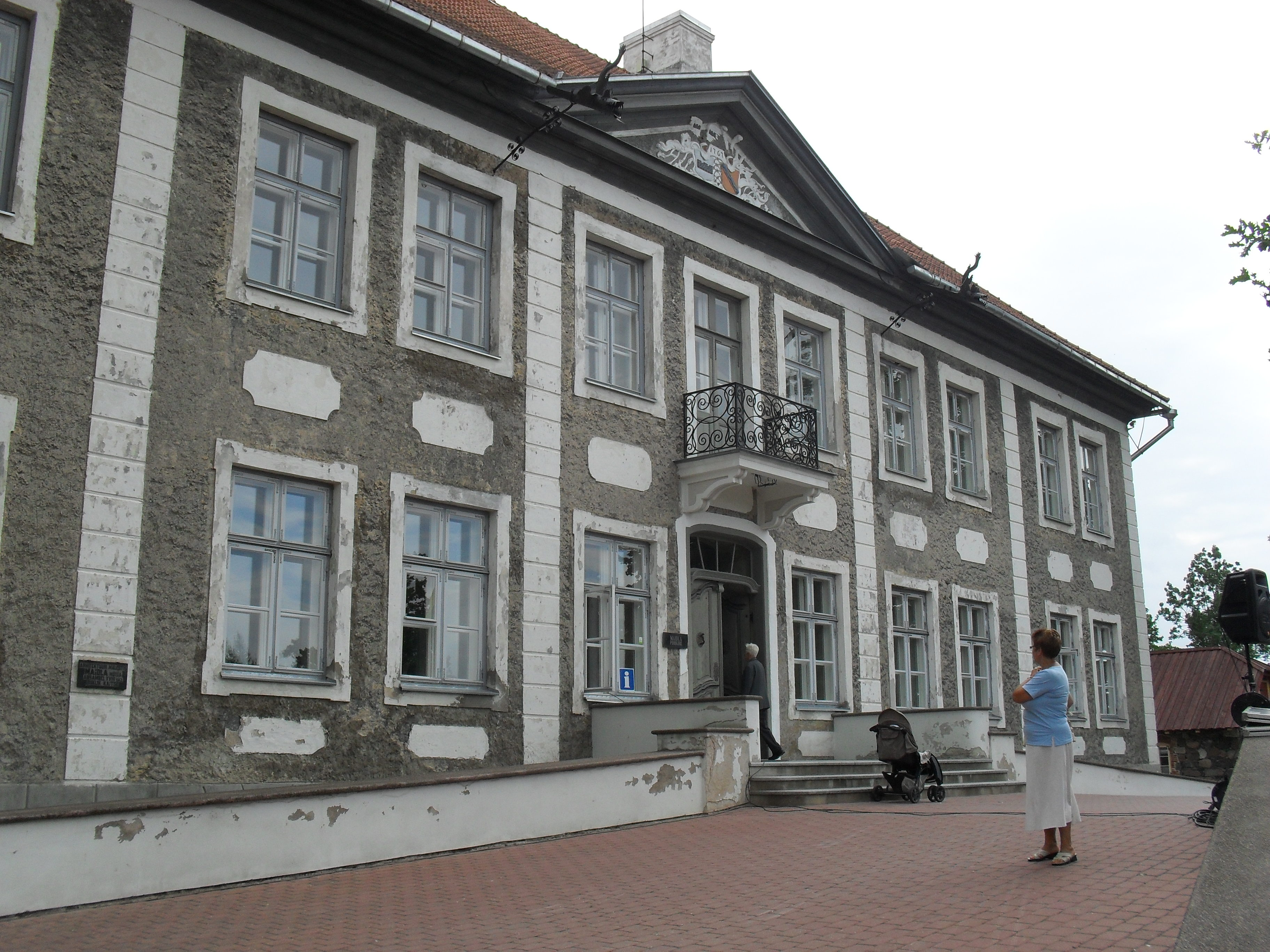
De voorgevel van het landhuis
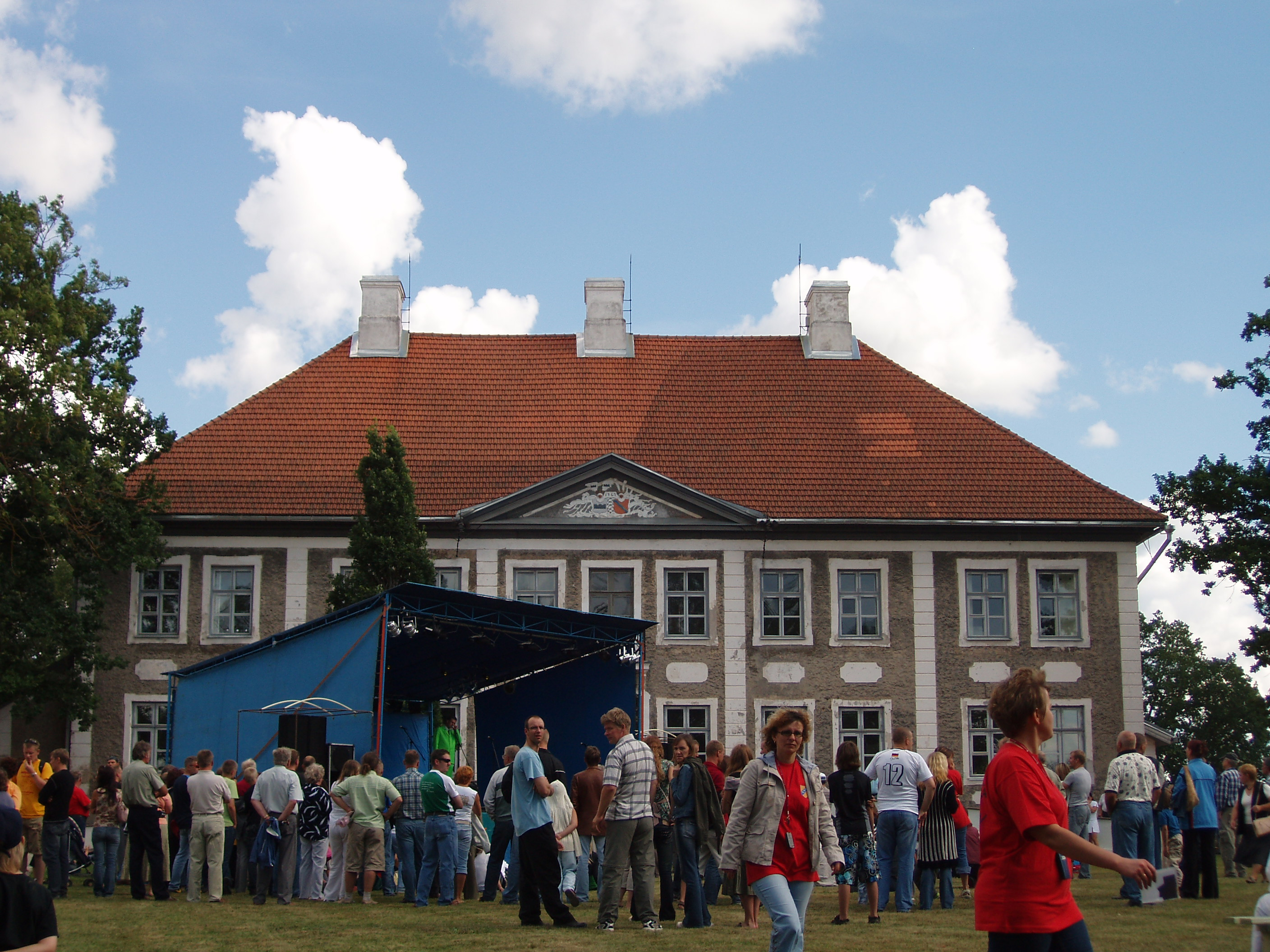
Festiviteiten bij het landhuis
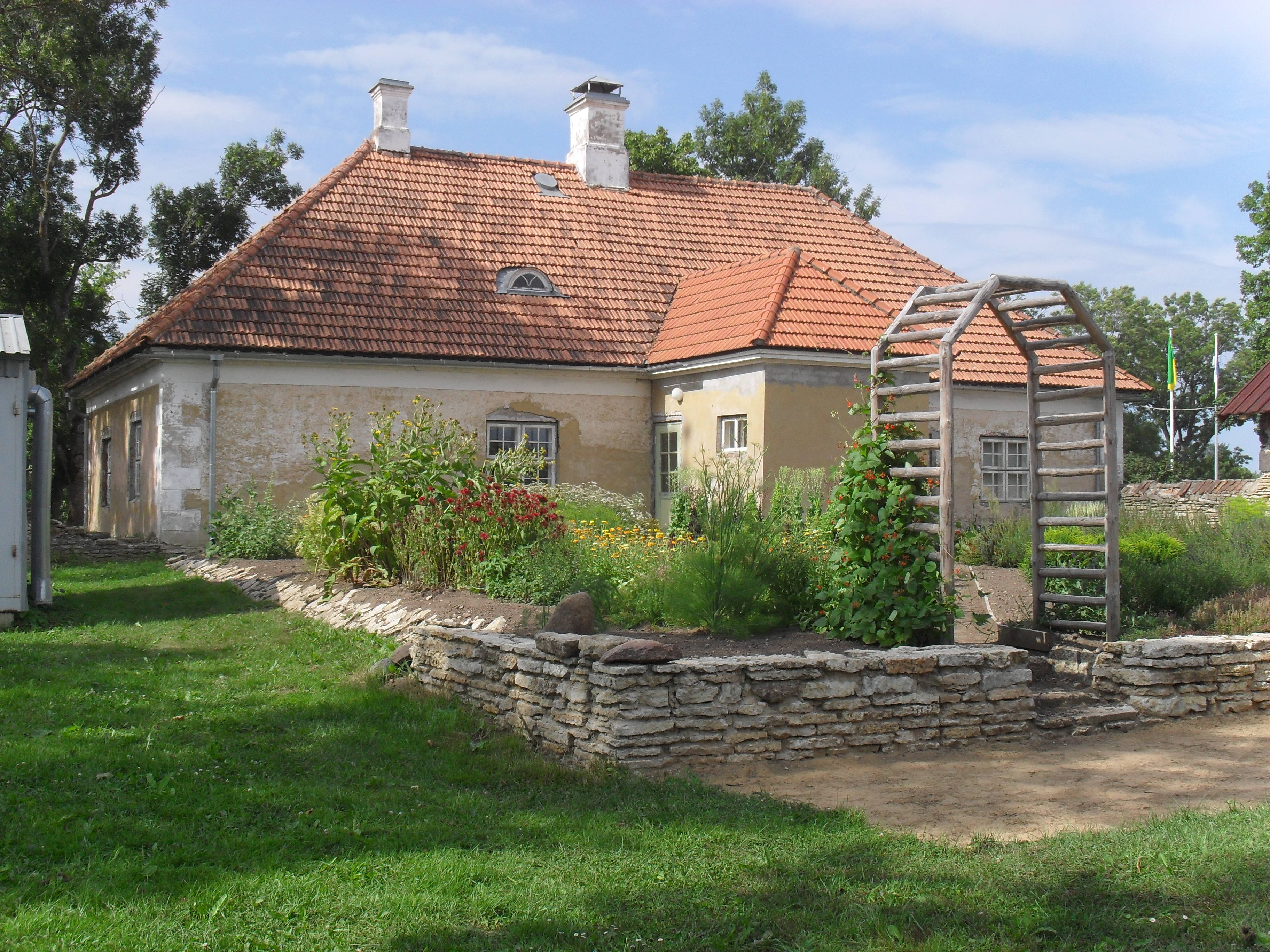
Het vroegere bediendenverblijf